# Гейн Вангазебрук
Гейн Вангазебрук (фр. Hein Vanhaezebrouck, нар. 16 лютого 1964, Кортрейк) — бельгійський футбольний тренер. 
Чемпіон Бельгії і володар Суперкубка Бельгії на чолі «Гента».

## Кар'єра тренера
Як футболіст грав лише за нижчолігові бельгійські команди.
Розпочав тренерську кар'єру 2000 року, увійшовши до тренерського штабу клубу «Локерен», де пропрацював з 2000 по 2002 рік.
2003 року отримав перший досвід самостійної тренерської роботи, очоливши команду нижчолігового клубу «Гарелбеке». Згодом до 2006 року працював на аналогічній посаді у «Вайт Стар» (Лауе).
Протягом 2006–2014 років тренував «Кортрейк», з невиликою перервою у 2009 році, коли працював з «Генком».
2014 року очолив тренерський штаб «Гента». У першому ж сезоні на чолі нової команди виборов з нею чемпіонат Бельгії. Пізніше, у 2015 році було здобуто й перемогу в Суперкубку країни. Після цього був визнаний Найкращим футбольним тренером Бельгії 2015 року.
У жовтні 2017 року очолив тренерський штаб команди «Андерлехт».

## Титули і досягнення
- Чемпіон Бельгії (1):

«Гент»: 2014-2015
- Володар Суперкубка Бельгії (1):

«Гент»: 2015
- Володар Кубка Бельгії (1):

«Гент»: 2021-2022